# Schwärzende Kraterelle
Die Schwärzende Kraterelle (Craterellus melanoxeros, Syn.: Cantharellus melanoxeros) ist eine Pilzart aus der Familie der Stoppelpilzverwandten (Hydnaceae).

## Merkmale

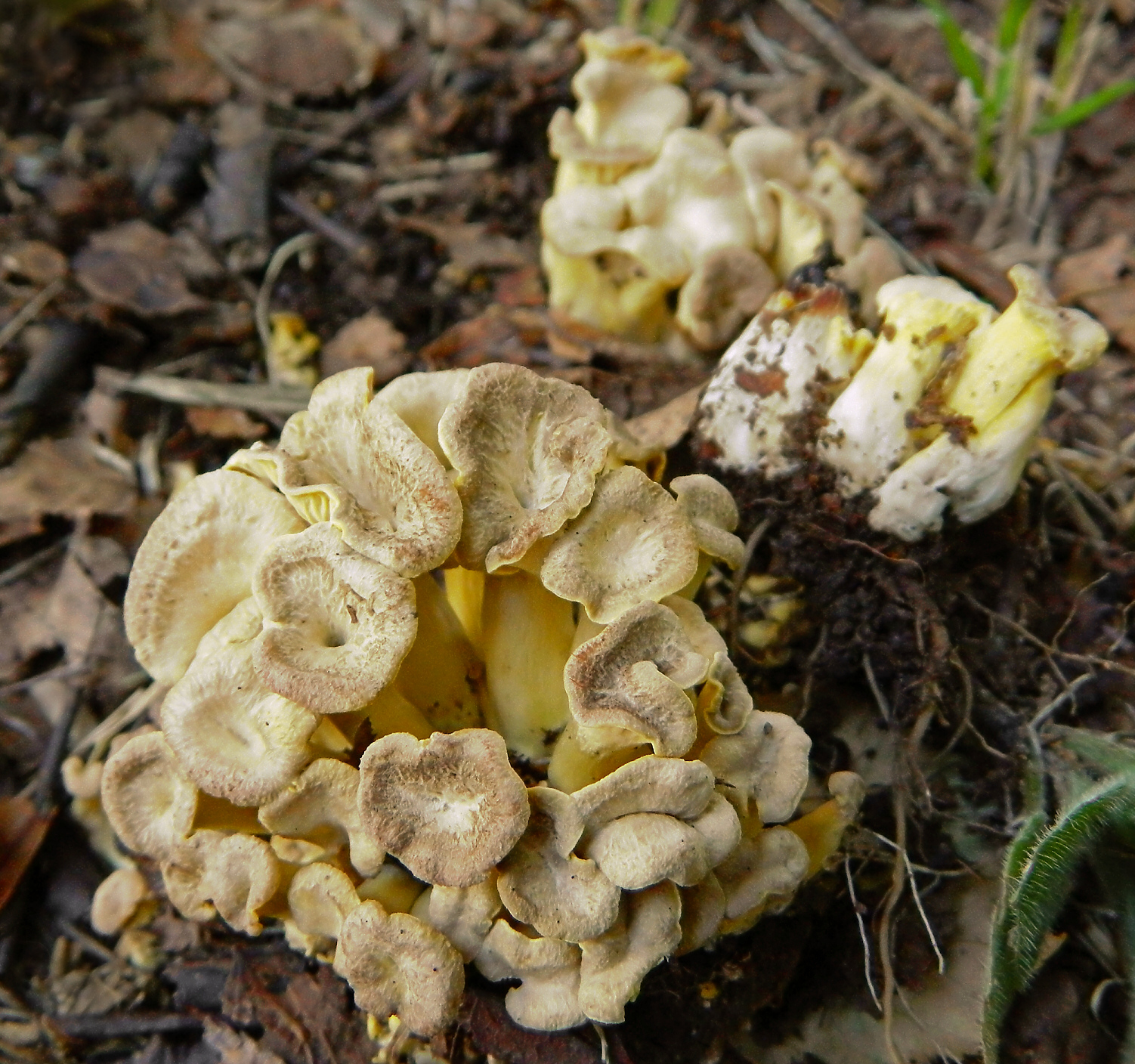
Jüngere Fruchtkörper der Schwärzenden Kraterelle zeigen oft noch keine Verfärbung.

Die 3–10 cm hohen Fruchtkörper der Schwärzenden Kraterelle erscheinen manchmal zu mehreren aus einem Stiel oder sind sogar an den Hüten miteinander verwachsen. Die Hüte sind 2–7 cm breit, anfangs flach und werden später trichterförmig. Ihre Farbe ist gelbocker bis ockerbraun, das Fleisch ist 1–4 cm dick und weißlich bis leicht rosa gefärbt. Der Stiel ist jung voll und wird in älterem Zustand hohl. Die Hutunterseite ist jung wellig bis runzelig, später in ausgereiftem Zustand scharf rippig. Die Leisten sind gegabelt und queraderig verbunden. Die Fruchtschicht ist jung hell rosa und wird bei älteren Exemplaren hell grau-violett. Die Art färbt sich bei Druck schwarz.

## Ökologie
Wie die anderen Kraterellen ist die Art ein Mykorrhiza-Pilz, der mit Laubbäumen, vor allem mit der Rotbuche Symbiosen bildet. Der Schwärzende Pfifferling bevorzugt etwas sommerwarme Lagen auf neutralen bis alkalischen, aber nährstoffarmen Braunerden über Kalk, Mergel oder basenreichen Silikaten.

## Verbreitung
Die Schwärzende Kraterelle kommt in West- und Mitteleuropa vor. In Deutschland kommt sie nur in Bayern, Rheinland-Pfalz und Baden-Württemberg vor.

## Bestandsentwicklung und Gefährdung
Die Art war immer selten, ihre Standorte sind vor allem durch Versauerung und Nährstoffanreicherung gefährdet. Für Baden-Württemberg gibt Krieglsteiner den Verlust von etwa 50 % der früher bekannten Vorkommen an. Die Art wird in die Gefährdungsgruppe 2 („Stark gefährdet“) eingeordnet.

## Bedeutung
Die Schwärzende Kraterelle ist essbar, jedoch aufgrund ihrer Seltenheit unbedingt schonenswert.